# 格奥尔格·康托尔奖章
格奥尔格·康托尔奖章（德語：George-Cantor-Medaille）是德国数学学会为了纪念格奥尔格·康托尔而设立的奖项。奖项在德国数学学会的年会期间颁发，通常每2年颁发一次。获奖的数学家需是掌握德语者。

## 获奖者
- 1990年 卡尔·斯坦[2]
- 1992年 于尔根·莫泽[2][3][3]
- 1994年 艾哈德·海因茨[2][3]
- 1996年 雅克·蒂茨[2][3]
- 1999年 沃爾克·施特拉森[2][3]
- 2002年 尤里·马宁[2][3]
- 2004年 弗里德里希·希策布鲁赫[3]
- 2006年 汉斯·弗尔默[3]
- 2008年 汉斯·格劳尔特[3]
- 2010年 马蒂亚斯·克莱克[4]
- 2012年 迈克尔·斯特鲁维[5]
- 2014年 赫伯特·施波恩[6]
- 2017年 格尔德·法尔廷斯[7]